# Lijst van bruggen in Arnhem

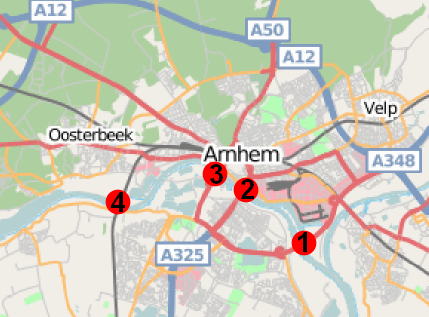
Een overzicht van de bruggen in Arnhem over de Nederrijn: 1. Andrej Sacharovbrug 2. John Frostbrug 3. Nelson Mandelabrug 4. Spoorbrug

Arnhem, de hoofdstad van de Nederlandse provincie Gelderland, staat bekend om zijn locatie aan de rivier de Nederrijn. De stad ligt echter pas sinds 1536, nadat de Rijn naar het noorden verlegd was, direct aan de rivier. In 1603 werd de schipbrug in Arnhem aangelegd, terwijl tot die tijd een veerpont zorgde voor vervoer over de rivier. Arnhem kent 4 bruggen over de Rijn, er waren plannen voor een vijfde brug. Maar deze plannen zijn per 2016 de prullenbak ingegaan.

## Bruggen over deNederrijn
In chronologische volgorde zijn de volgende bruggen gebouwd.

### Spoorbrug Oosterbeek

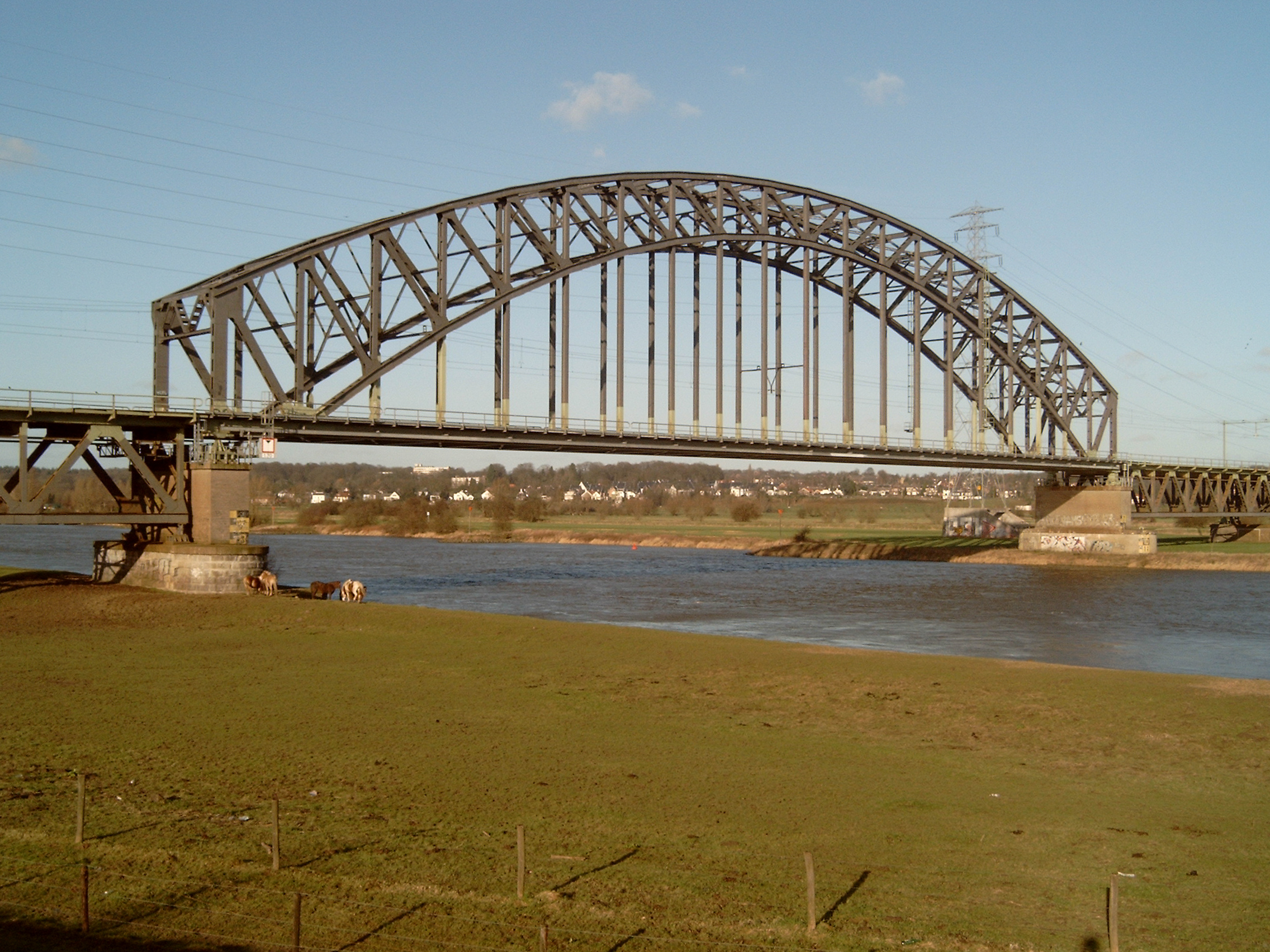
De spoorbrug over de Rijn

De dubbelsporige stalen spoorbrug over de Rijn ligt ten zuidwesten van het centrum van Arnhem, is gebouwd in 1879 en biedt de spoorwegverbinding tussen station Arnhem, station Arnhem Zuid en verder richting Nijmegen. De brug bestaat uit vijf aanbruggen aan de noordzijde, een boogbrug over de rivier en een aanbrug aan de zuidzijde. Aan de noordzijde van de rivier loopt de spoorlijn langs de gemeentegrens door de Rosandepolder, aan de zuidzijde vormt deze de scheiding tussen de wijken Elderveld en De Laar aan de oostkant en Schuytgraaf aan de westkant.

### John Frostbrug

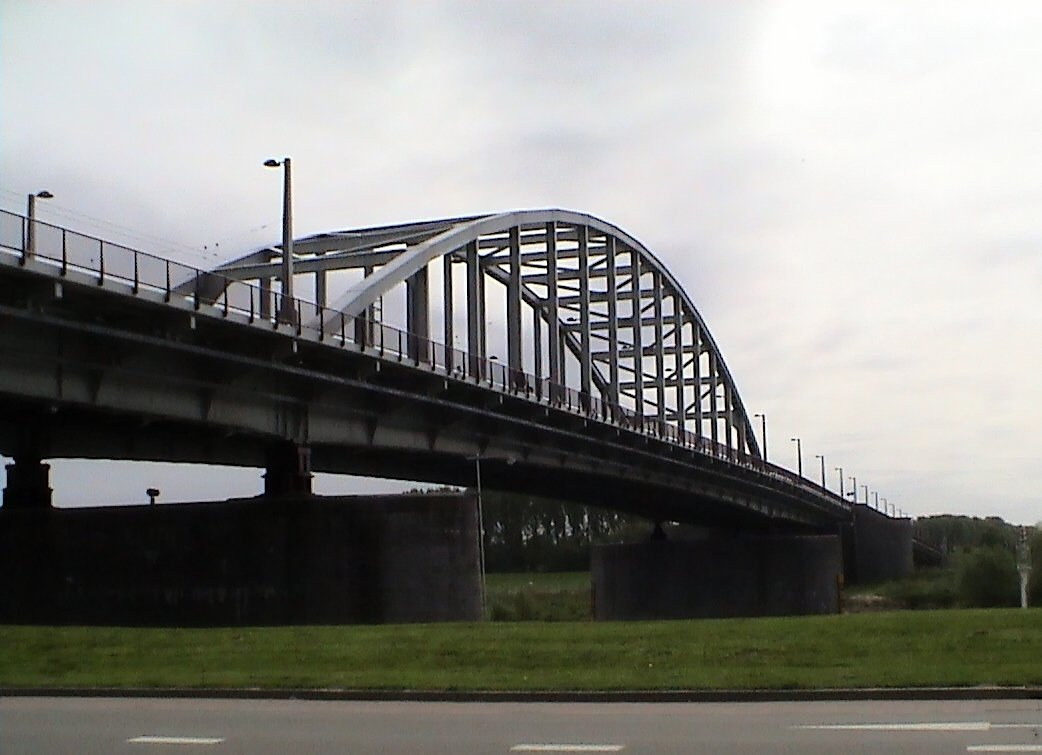
De John Frostbrug

De groei in het begin van de 20e eeuw vroeg naast de schipbrug om een permanente verbinding over de Nederrijn. Deze brug ten zuidoosten van het centrum van Arnhem, eerst eenvoudig Rijnbrug genoemd en later de oude Rijnbrug, werd in 1935 voltooid en verbond de Arnhemse binnenstad met Malburgen in Arnhem-Zuid. De brug werd in de Tweede Wereldoorlog twee keer verwoest, en werd in 1978 officieel hernoemd tot de John Frostbrug, naar John Dutton Frost, die als luitenant-kolonel van het tweede bataljon van de Eerste Britse Luchtlandingsbrigade tijdens de Slag om Arnhem de brug bereikte.

### Nelson Mandelabrug

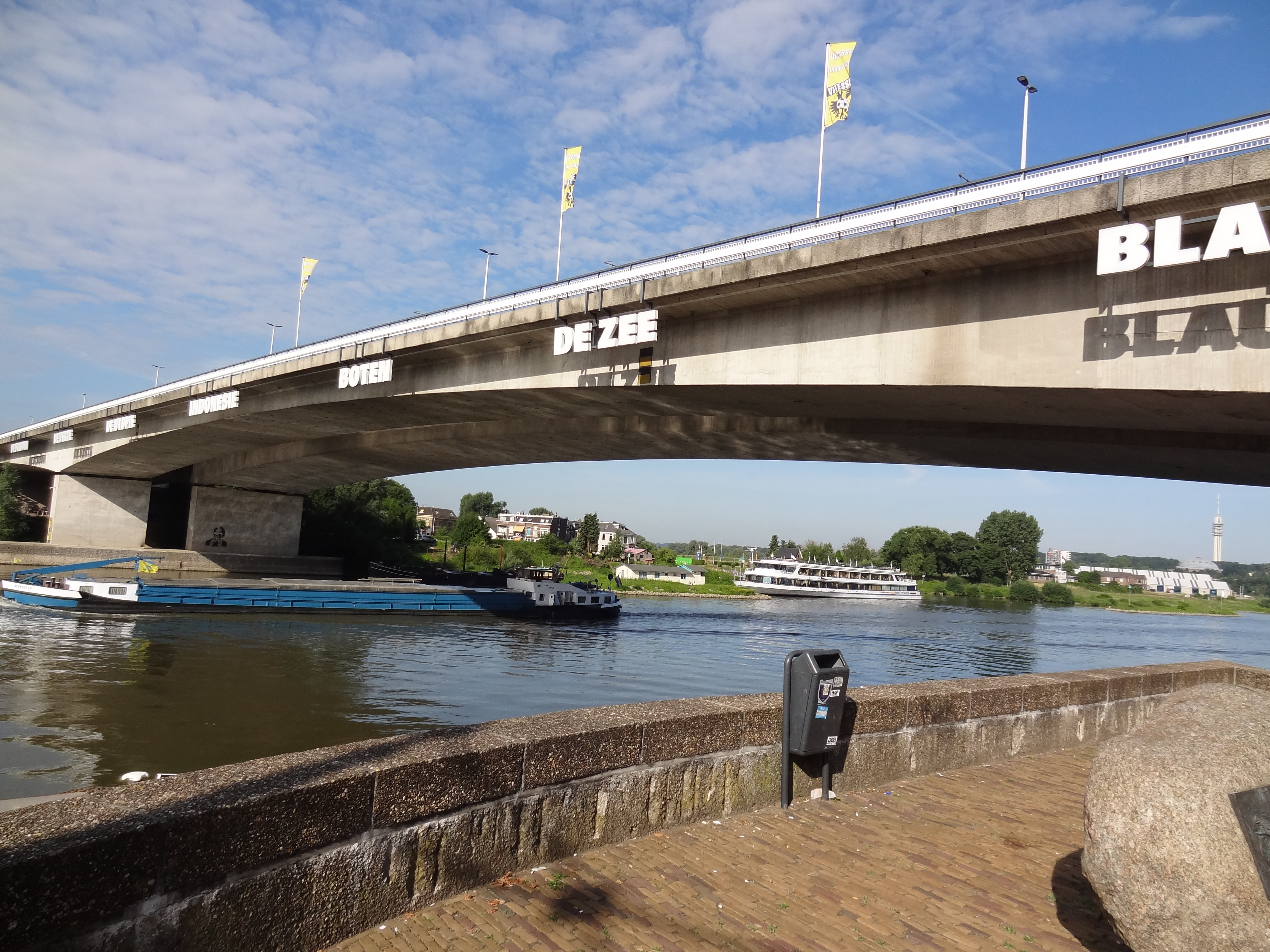
Nelson Mandelabrug

Tijdens de jaren zestig kende Arnhem een grote groei, en de oude Rijnbrug kon het toenemend verkeer tussen Arnhem-Noord en Arnhem-Zuid alleen niet meer aan. Daarom werd in 1965 besloten tot de bouw van een tweede brug over de Rijn, ten westen van het centrum van Arnhem, op de plaats van de oude schipbrug. In 1968 verscheen het definitieve bouwrapport maar het duurde tot 1974 voordat de bouwopdracht werd afgegeven. Op 18 december 1977 werd de brug, die eerst Roermondspleinbrug heette en ook nieuwe Rijnbrug werd genoemd, in gebruik genomen, op dezelfde plek als de schipbrug die tussen 1603 en 1935 de verbinding vormde tussen Arnhem-Noord en -Zuid. Door de aanleg van de brug waren wel aanpassingen nodig aan het Roermondsplein, Nieuwe Plein en Willemsplein. In 1987 werd de brug hernoemd tot Nelson Mandelabrug.

### Andrej Sacharovbrug

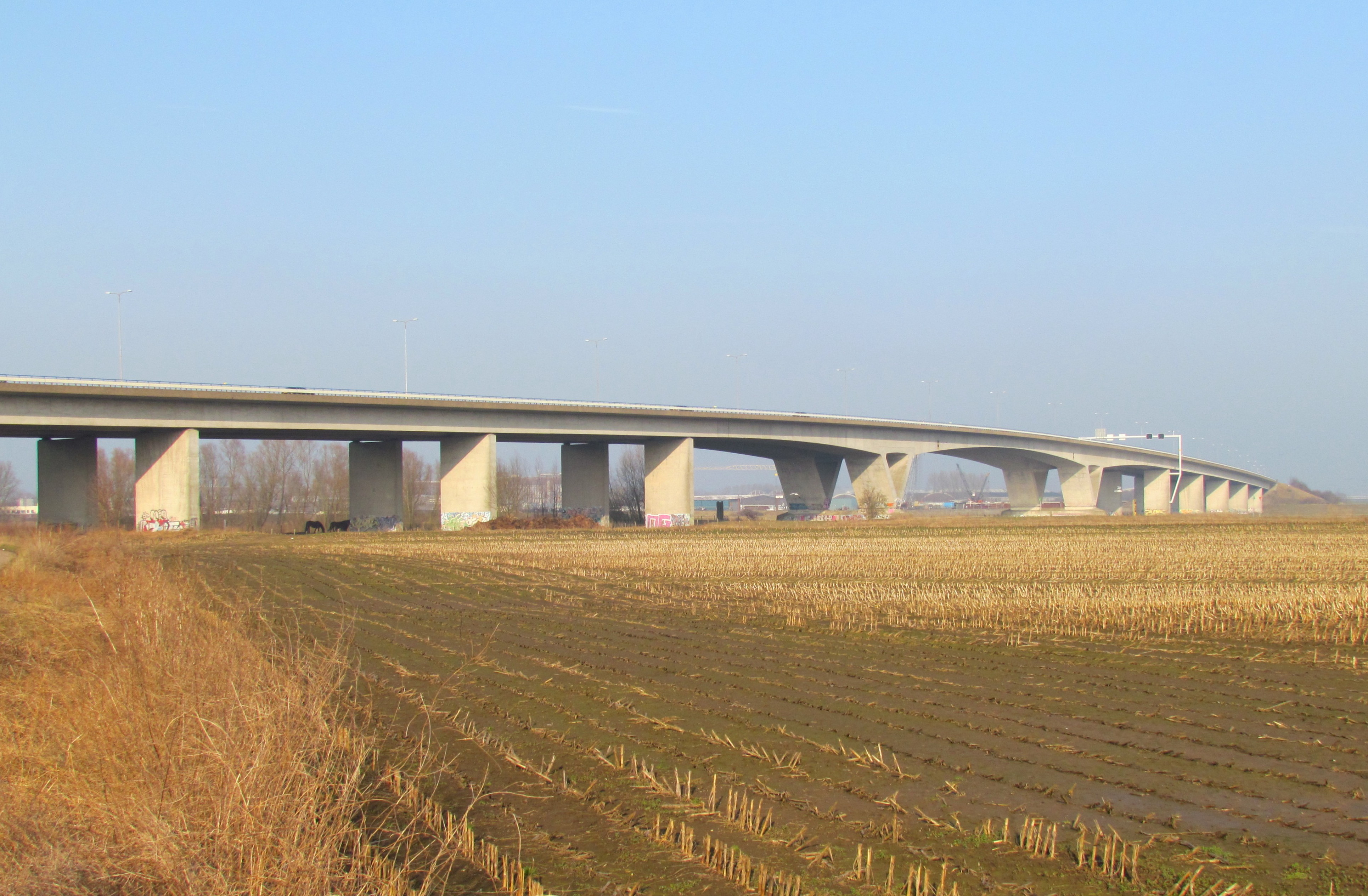
Andrej Sacharovbrug

Op 3 november 1987 werd aan de zuidoostzijde van Arnhem (op Rkm 879,90) een derde brug voor autoverkeer over de Rijn in gebruik genomen. Aanvankelijk werd deze de Pleijbrug of simpelweg 'de derde Rijnbrug' genoemd, maar in 1990 werd de brug omgedoopt tot de Andrej Sacharovbrug, naar de Russische atoomgeleerde en Nobelprijswinnaar Andrej Sacharov. Deze brug ging zorgen voor een aansluiting van de N325 uit het zuiden op de snelwegen A12, A348 en A50 ten noorden van Arnhem via het knooppunt Velperbroek. Daarnaast moest de brug ook het centrum verder ontlasten van autoverkeer.
De Sacharovbrug vormt de langste overbrugging over de Rijn van alle Arnhemse Rijnbruggen, en kent ook de meeste verbindingen en afslagen. Tussen het begin van de Pleijweg bij het knooppunt Velperbroek en het einde bij de aansluiting op de N325 naar Nijmegen, zorgt de weg voor een verbinding met Presikhaaf, de industrieterreinen van IJsseloord, industrieterrein Kleefse Waard, een verbinding naar Huissen, Malburgen, Kronenburg, de Rijnhal, de Grote Koppel en GelreDome.

## Bruggen over de IJssel

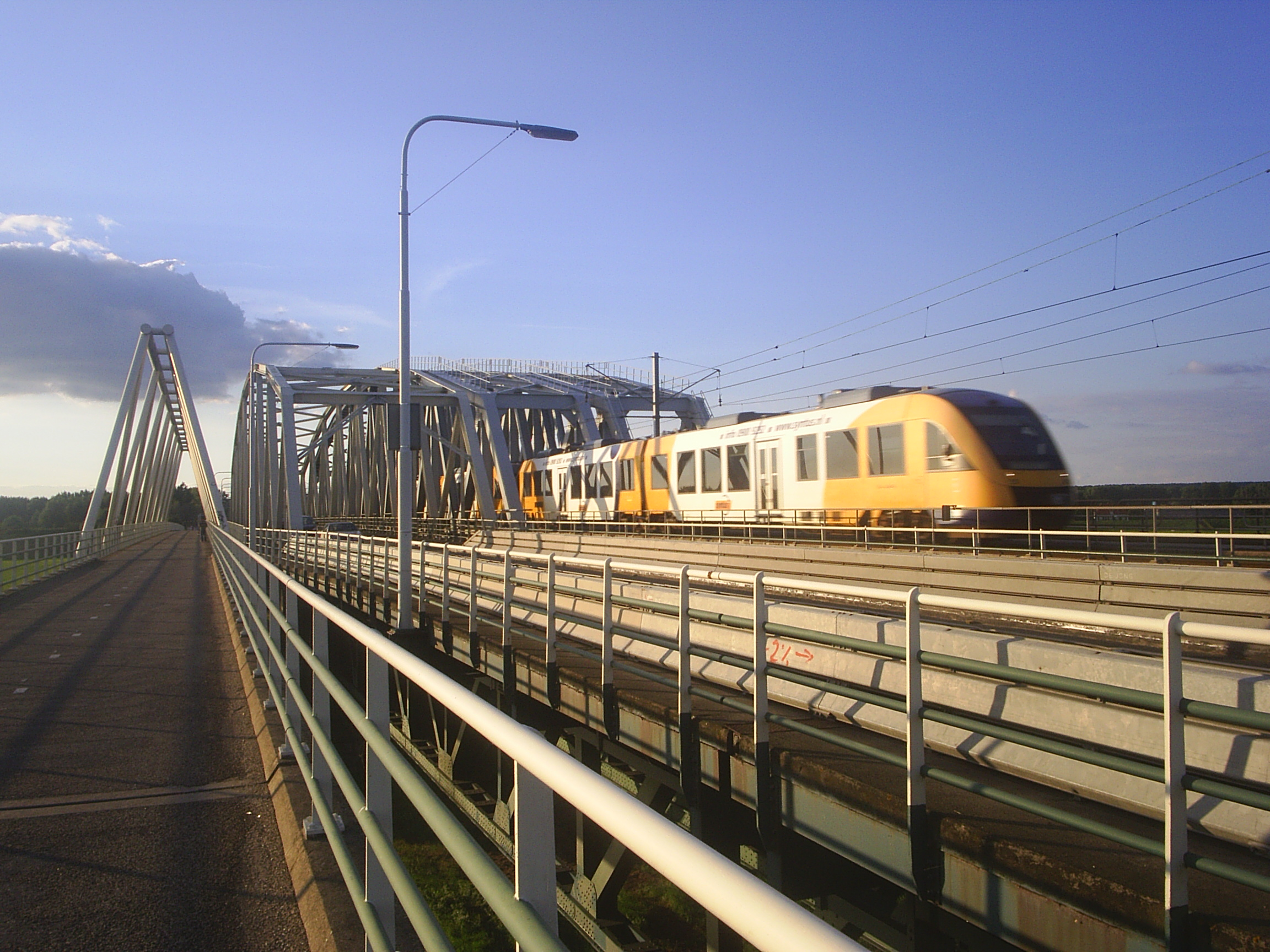
De gecombineerde spoor- en verkeersbrug bij Westervoort

Er zijn twee bruggen over de rivier de IJssel: de Westervoortse brug in het oosten van Arnhem, een gecombineerde spoor- en verkeersbrug die loopt van industrieterrein Kleefse Waard naar Westervoort, en verder naar het oosten een brug waar de A12 vanaf knooppunt Velperbroek richting Oberhausen loopt. Aan de Arnhemse zijde van de Westervoortsebrug bevindt zich het uit 1865 stammende Fort Westervoort.

## Bruggen over de St. Jansbeek
In het park Sonsbeek en in de Transvaalbuurt bevinden zich enkele kleine maar monumentale bruggen over de St. Jansbeek, de waterstroom die aan de bron stond van de ontwikkeling van Arnhem. Sinds 2017 komt de Sint-Jansbeek op verschillende plekken in het centrum weer aan de oppervlakte. Het stroomt vanaf de Beekstraat naar de Boerenstraat, langs de Sint-Eusebiuskerk en het Audrey Hepburnplein, via de Nieuwstraat naar de Rijnkade, waar het zich in de Rijn stort. Ook in het centrum bevinden zich enkele kleine bruggen over de beek.